# 에구치 히사시

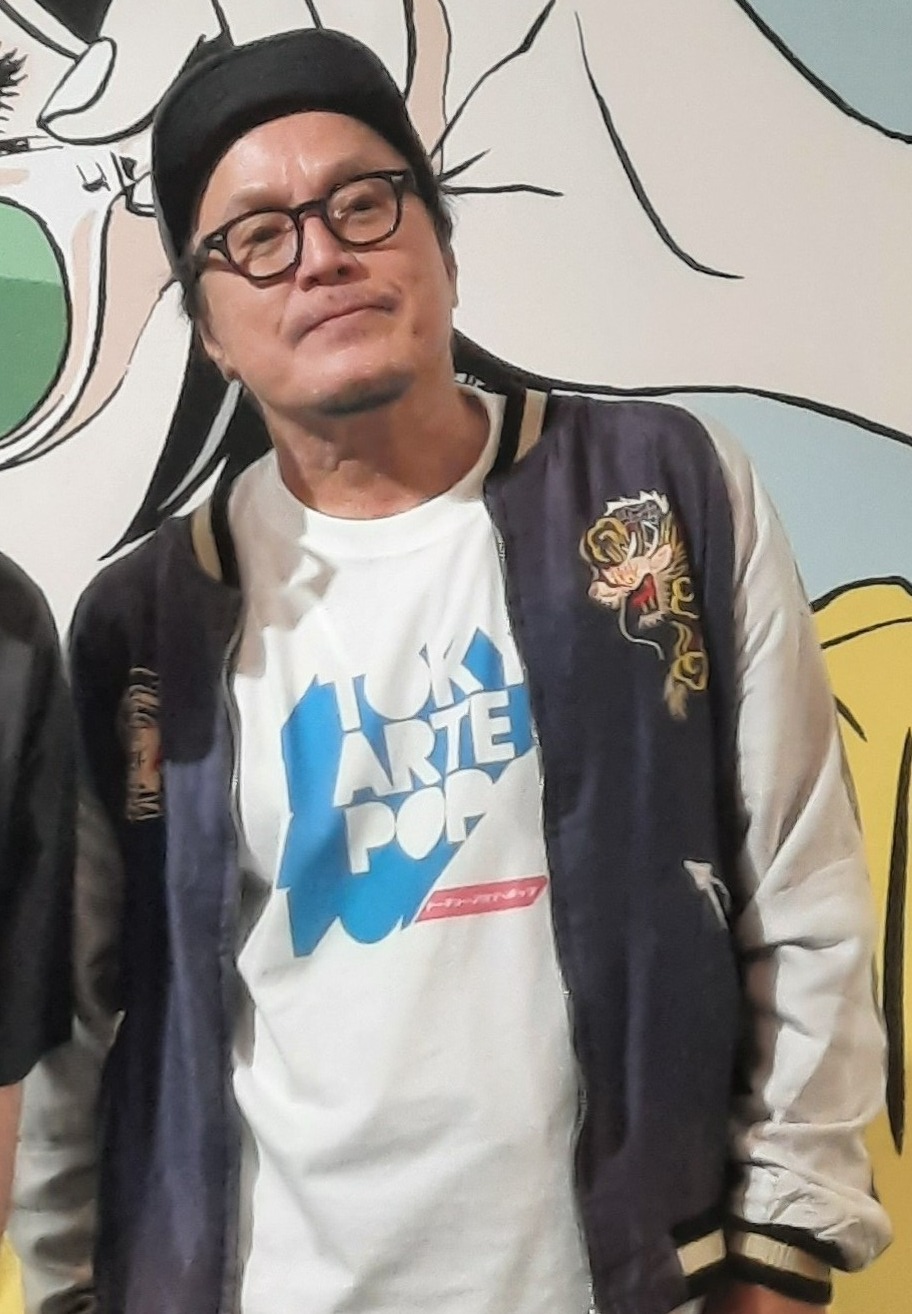

에구치 히사시(江口寿史. 1956년 3월 29일~ )은 만화가이며 일러스트레이터이다. 구마모토현 미나마타시에서 태어나, 지바 현 나가레야마시에서 자람. 지바 현립 고등학교 졸업. 대표작으로 스톱!! 히바리군!, 나가라! 해적, 에구치 히사시의 폭발 디너 쇼등. 원래 서브컬쳐적인 만화계 가운데에서도 서브컬쳐의 기수적인 존재. 천재라고 부르는 사람들이 있을 정도로 일부에서는 열광적인 팬을 가지고 있다.
1977년 제6회 아카즈카상 준입선("8시 반의 결투"). 그 후 1970년대 후반부터 "주간 소년 점프"에서 “나아가라! 해적” “스톱!! 히바리군!” 등의 개그만화를 연재하며 오오토모 카츠히로 등과 함께 뉴웨이브의 한쪽을 담당. 질 높은 개그로 인기를 끌었지만 또 하나의 특징인 극세련된 "화려"한 화풍을 확립하여 그림 그리는 것이 점점 늦어져, 만화로의 열망을 보이면서도 연재중단을 반복하게 된다. 그 결과 만화가로서는 사실상 은퇴하게 되나, 그 그림으로 인해 일러스트레이터로서 활약을 계속하고 있다.
또 1995년에는 자신이 편집장이 되어 COMIC CUE를 창간. 마츠모토 오오히로, 모치즈키 미네타로, 요시모토 요시토모 등의 의욕적인 작가를 모음과 함께 나나난 키리코, 후루야 우사마루 등의 젊은 만화가의 발굴 및 육성에 지대한 공헌을 남겼다. COMIC CUE 창간시 미나미 큐타를 젊은 여성만화가의 필두로 세울 정도로 재능의 발견에는 정평이 나 있다.
2003년부터 방영을 개시한 TV 애니메이션 무인혹성 서바이브에 캐릭터 원안으로 참가.
두 번째 아내는 원래 아이돌이었던 미즈타니 마리.

## 작품 리스트
- 스톱!! 히바리군!
- 나아가라!! 해적
- 에이지
- THIS IS ROCK!!
- 일본 극장
- 켄과 에리카
- NANTOKA NARUDESHO! (어떻게든 되겠지요!)
- 에구치 히사시의 폭발 디너 쇼
- 스고로쇼
- 노인 Z (영화 캐릭터디자인)
- PERFECT BLUE (캐릭터 원안)